# Готический колодец (Петергоф)
Готический колодец — чугунная конструкция, расположенная в парке Александрия в Петергофе. Колодец сооружен в первой половине XIX века. Памятник архитектуры федерального значения.

## История
Это один из четырех колодцев, сооружённых в Александрии. Три других находились около Коттеджа и Фермерского дворца. 
Чугунный павильон над колодцем изготовили в 1835 году на петербургском литейном заводе Берда по рисунку Иосифа Шарлеманя. Конструкция представляла собой четырёхугольный навес с колоннами и готическими капителями. Установили колодец у Готической капеллы, вместе с которой он образует своеобразный «псевдоготический» архитектурный ансамбль.
Фактически колодец служил беседкой для отдыха царской семьи.
Длительное время готический колодец находился в разрушенном состоянии. Его реставрировали в 2011 и в 2015 годах, восстанавливая сооружение по фотографиям и описаниям.

## Галерея

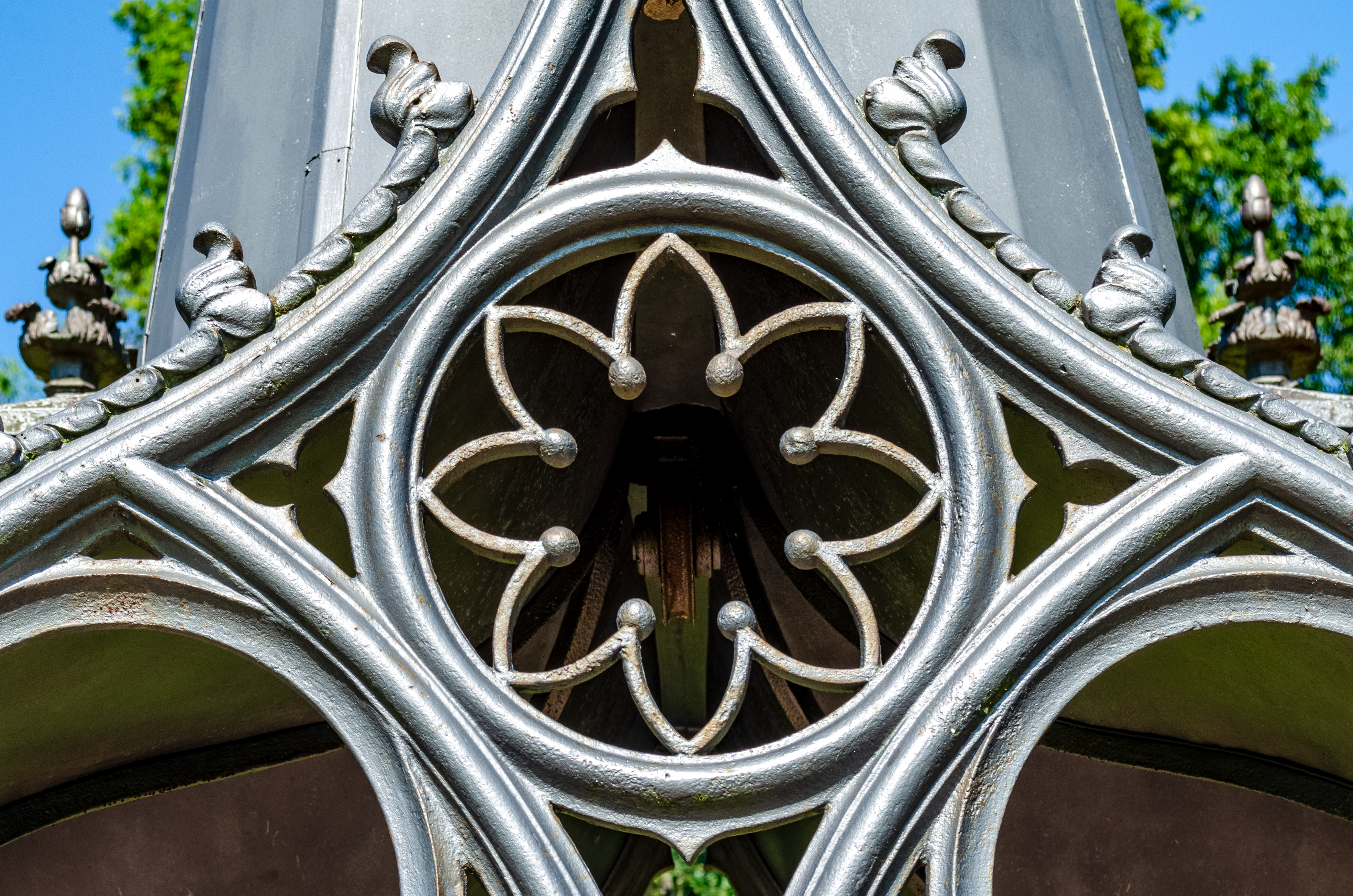
Фрагменты оформления навеса (2024)
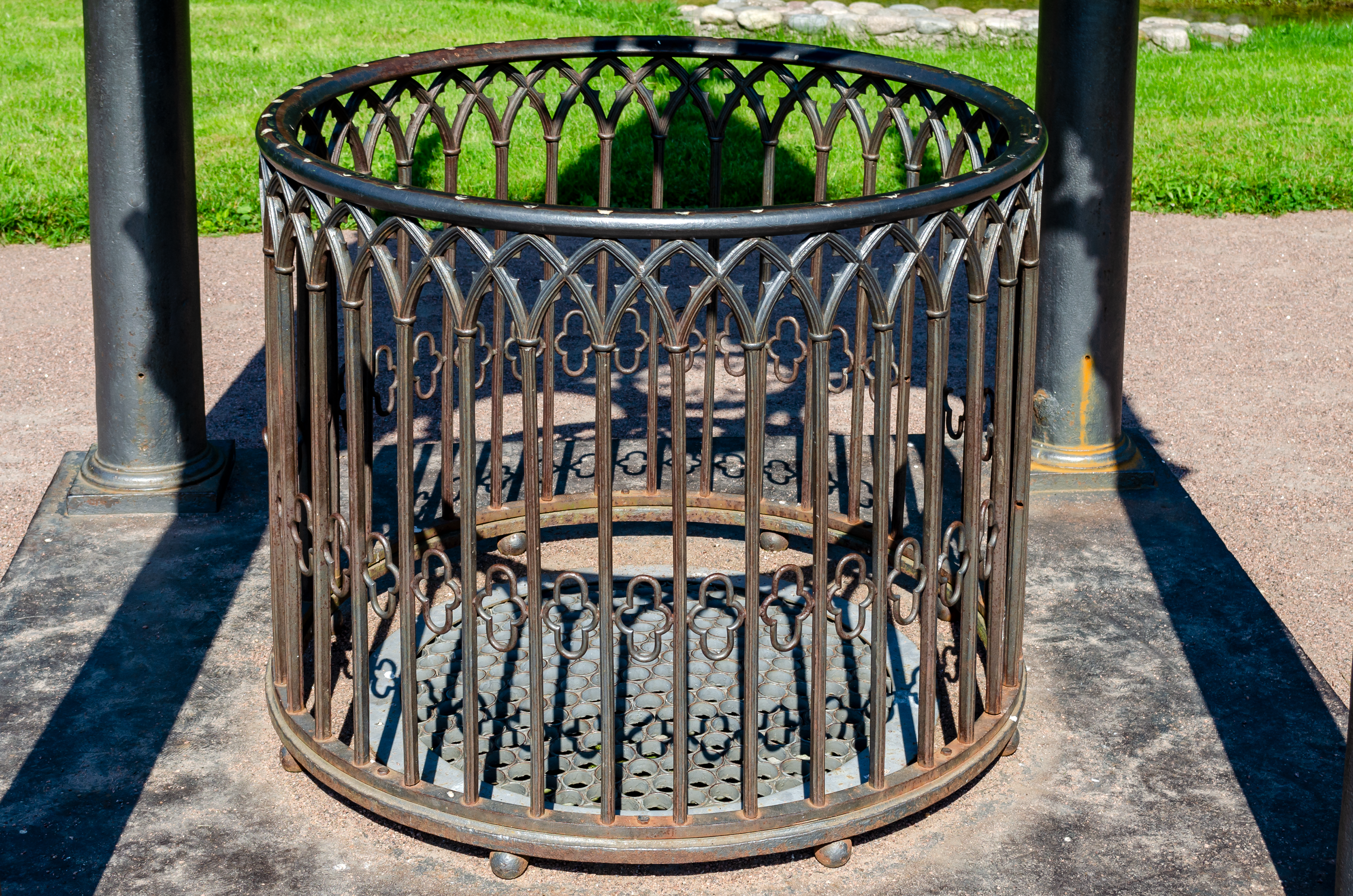
Ограждение колодца (2024)
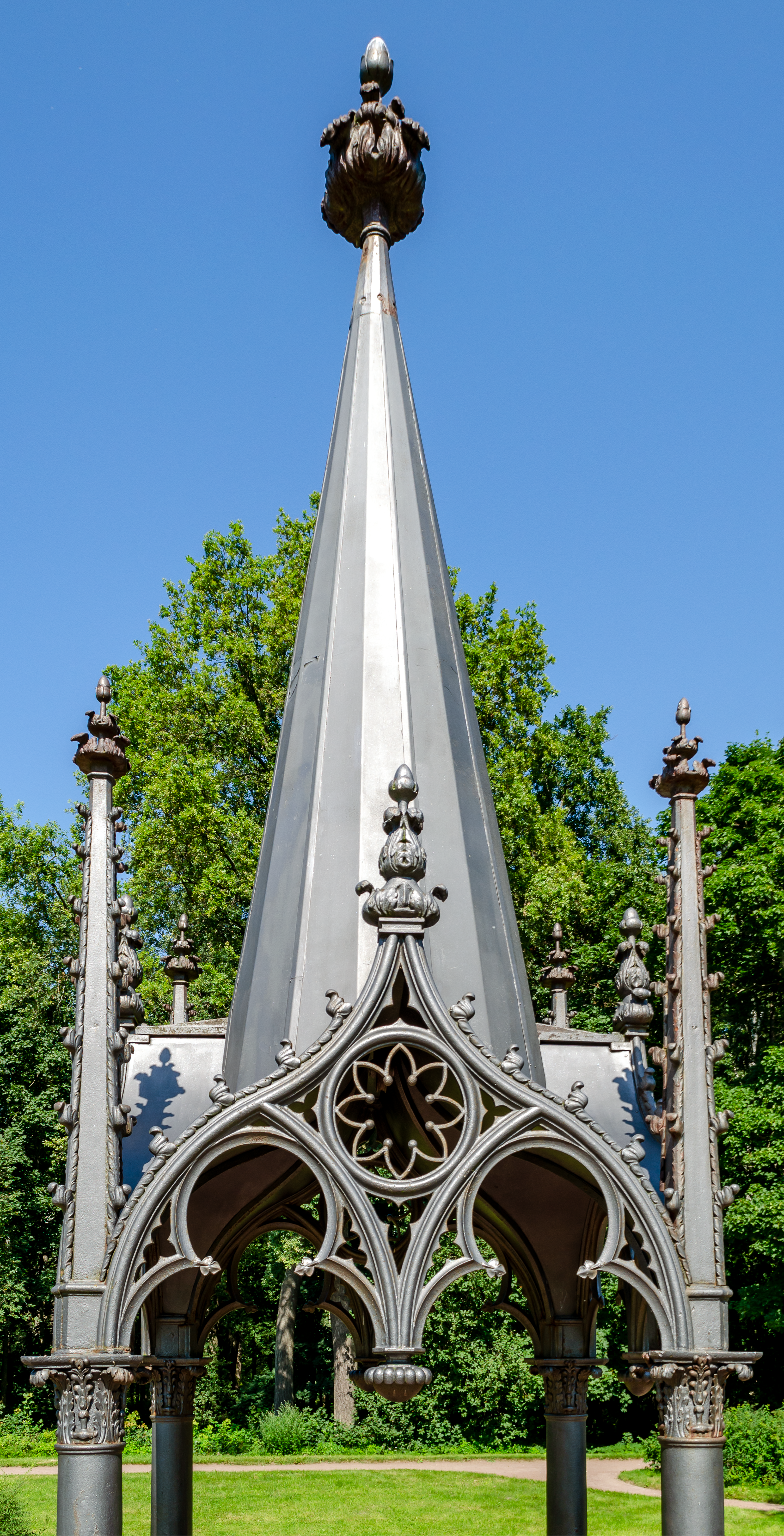
Шпиль (2024)
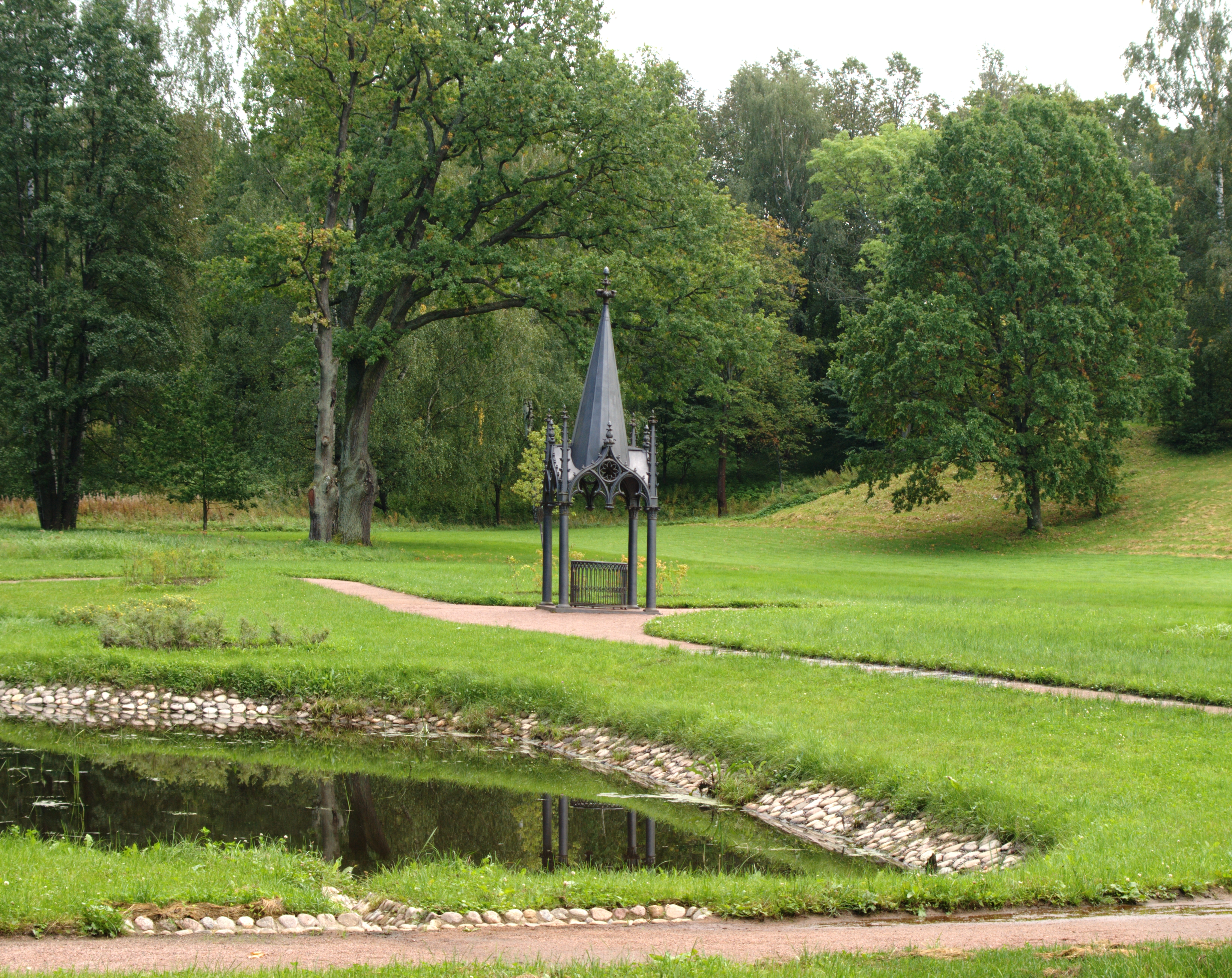
Вид на колодец в окружении паркового пейзажа (2016)